# Alexander Maunder
Alexander Elsdon Maunder (3 de fevereiro de 1861 - 2 de fevereiro de 1932) foi um atirador esportivo britânico, que competiu nos Jogos Olímpicos de Verão de 1908 e de 1912.
Em 1908, ele conquistou a medalha de ouro na fossa olímpica por equipes e bronze na fossa olímpica individual; e em 1912, conquistou a medalha de prata na fossa olímpica por equipes.